# Тирса (пам'ятка природи)
Ти́рса — ботанічна пам'ятка природи місцевого значення в Україні. Розташована в Золотоніському районі Черкаської області, за 2 км на північ від села Драбівці серед поля. 
Площа 0,18 га. Як об'єкт природно-заповідного фонду створено рішенням Черкаської обласної ради від 10.11.2006 року № 5-9/У. Землекористувач або землевласник, у віданні якого перебуває заповідний об'єкт — Новодмитрівська сільська громада. 

## Опис
Під охороною — курган козацької доби, на якому багатий рослинний покрив. Це місце зростання ковили волосистої (Stipa capillata) — виду, занесеного до Червоної книги України) будяка Термера (Carduus thoermeri) — вид-ендемік; осоки низької (Carex humilis) та інших рослин.

## Галерея

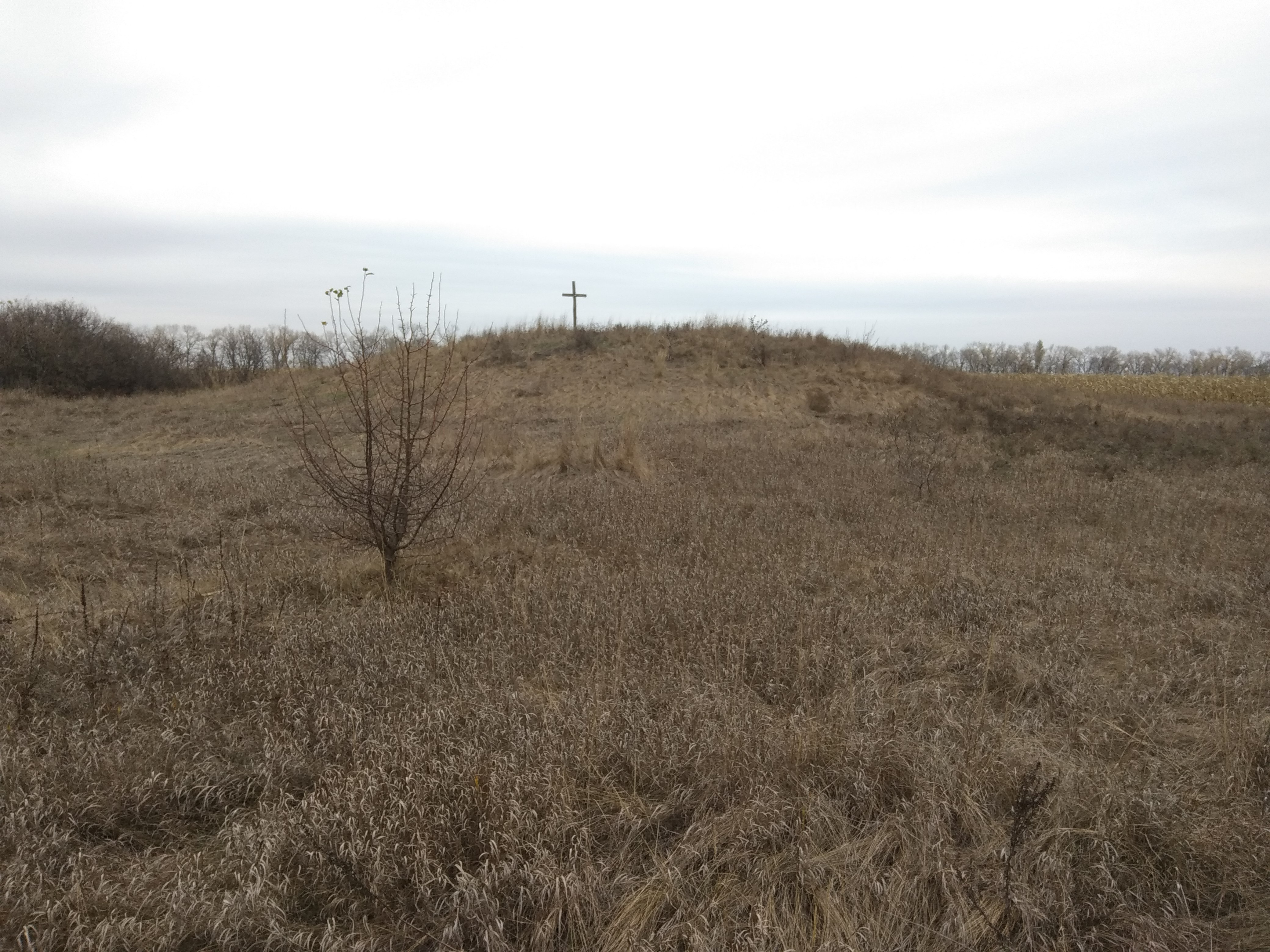
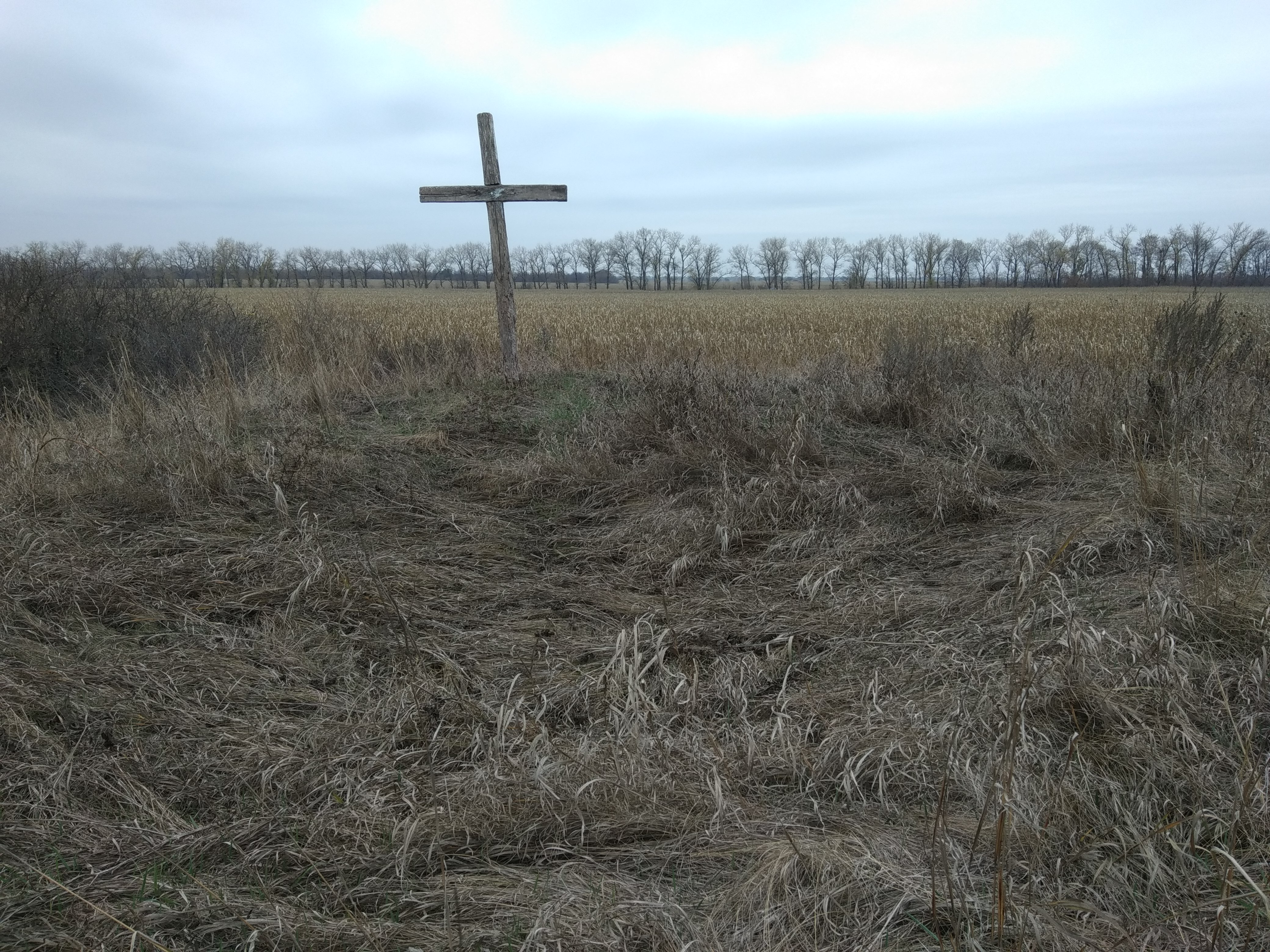
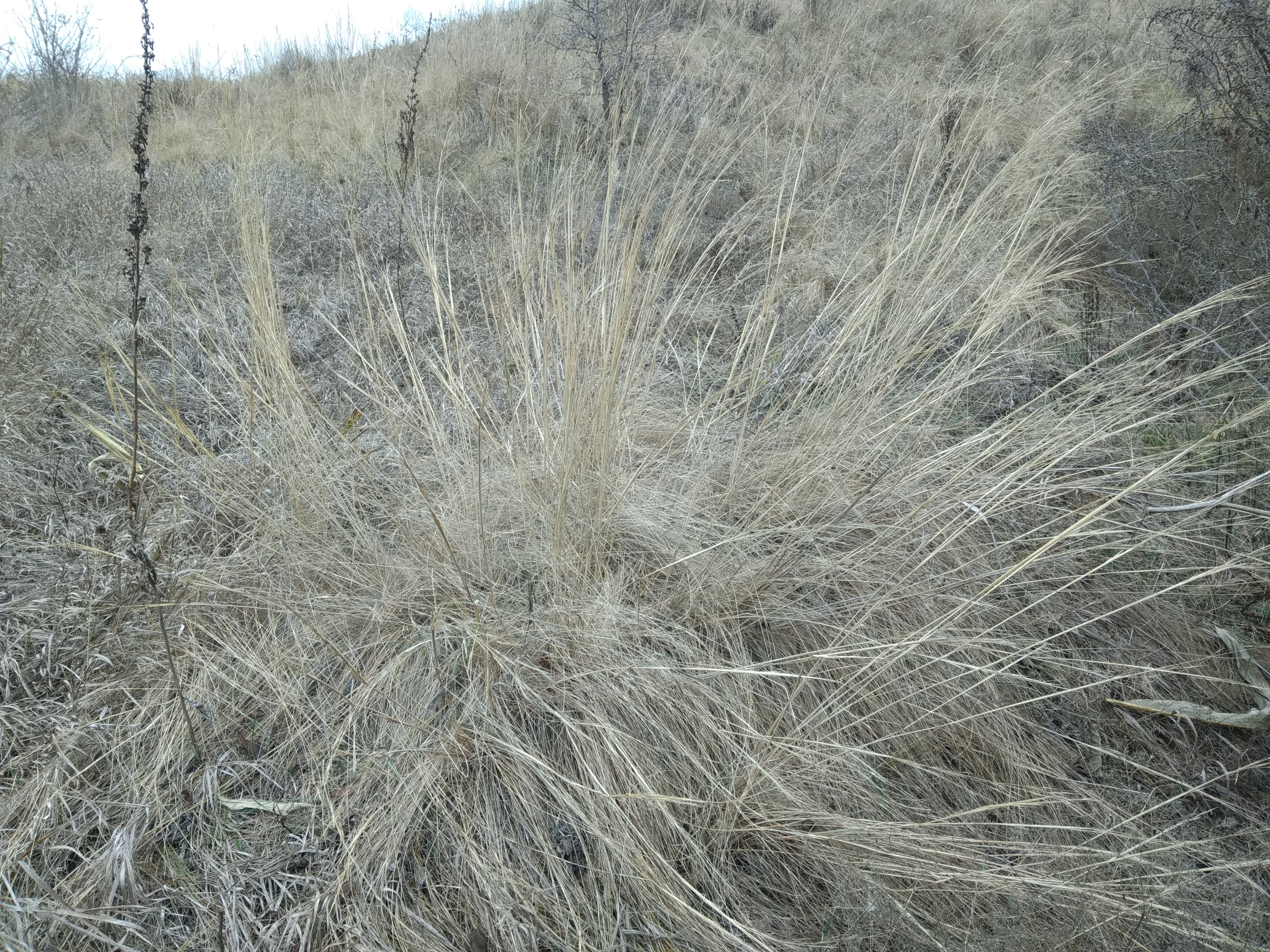
Ковила волосиста на території пам'ятки природи